# Длугосёдло (гмина)
Длугосёдло (пол. Długosiodło) — сельская гмина (волость) в Польше, входит как административная единица в Вышкувский повет, Мазовецкое воеводство. Население — 7718 человек (на 2004 год).

## Демография
| Перепись                       | Всего   | Всего | Женщины | Женщины | Мужчины | Мужчины |
| ------------------------------ | ------- | ----- | ------- | ------- | ------- | ------- |
| Единицы                        | человек | %     | человек | %       | человек | %       |
| Население                      | 7718    | 100   | 3811    | 49,4    | 3907    | 50,6    |
| Плотность населения (чел./км²) | 46,1    | 46,1  | 22,8    | 22,8    | 23,3    | 23,3    |

## Сельские округа
1. Адамово
2. Аугустово
3. Блёхы
4. Буды-Пшетыч
5. Хорхосы
6. Хшчанка-Фольварк
7. Хшчанка-Влосцяньска
8. Далеке
9. Дембеница
10. Длугосёдло
11. Гронды-Шляхецке
12. Гронды-Залевне
13. Ящулты
14. Калиново
15. Корнациска
16. Липняк-Маёрат
17. Лончка
18. Малашек
19. Маряново
20. Нова-Пецына
21. Нове-Босево
22. Нова-Весь
23. Ольшаки
24. Острыкул-Дворски
25. Острыкул-Влосцяньски
26. Плевки
27. Прабуты
28. Пшетыч-Фольварк
29. Пшетыч-Влосцяньска
30. Сечихы
31. Стара-Пецына
32. Старе-Босево
33. Старе-Суски
34. Стасин
35. Вулька-Грохова
36. Вулька-Пясечна
37. Заляс
38. Замосць
39. Знамёнчки
40. Зыгмунтово

## Соседние гмины
1. Гмина Браньщик
2. Гмина Говорово
3. Гмина Острув-Мазовецка
4. Гмина Жонсник
5. Гмина Жевне
6. Гмина Вонсево